# Groß Schenkenberg
Groß Schenkenberg è un comune di 565 abitanti dello Schleswig-Holstein, in Germania.
Appartiene al circondario del ducato di Lauenburg ed è amministrato dall'Amt Sandesneben-Nusse.